# Prostitución en las Bahamas
La prostitución en las Bahamas es legal, pero las actividades relacionadas, como el mantenimiento de burdeles y la solicitación, están prohibidas (modelo abolicionista). Su legislación es similar a la del Reino Unido. El país es un destino de turismo sexual, incluyendo tours de 'todo incluido'. ONUSIDA estimaba en 2019 que había 900 prostitutas de 15 a 24 años en las Bahamas.
Durante la República pirata (1706 - 1718), Nasáu y el resto de la isla de Nueva Providencia fueron paraísos de la bebida y de la prostitución para los piratas.